# Телефестиваль песни АВС 2013
Телефестиваль песни АВС 2013 (англ. ABU TV Song Festival 2013; вьет. Liên hoan ca nhạc truyền hình châu Á - Thái Bình Dương 2013) — является вторым ежегодным выпуском Азиатско-Тихоокеанского телефестиваля песни. Фестиваль, который не носит соревновательный характер, прошёл 26 октября 2013 года в Ханойском оперном театре в Ханое (Вьетнам) одновременно с 50-й генеральной ассамблеей Азиатско-Тихоокеанского вещательного союза (ABU, «АВС»), которое в свою очередь проходит в период между 23 и 29 октября 2013 года. Участие приняли пятнадцать стран с шестнадцатью песнями (по две от Вьетнама). Бруней, Иран, Кыргызстан и Таиланд выступали на данном фестивале впервые.

## Место проведения
Ханой — столица Вьетнама и второй по величине город страны. Население по состоянию на 2009 год оценивается в 2,6 млн человек, проживающих в городских районах, и 6,5 млн человек, проживающих на территории всей агломерации. С 1010 по 1802 год, являлся важнейшим политическим центром Вьетнама. Позже его затмил город Хюэ, имперская столица Вьетнама во времена правления династии Нгуен (1802—1945), но Ханой всё же оставался столицей Французского Индокитая с 1902 по 1954 год. С 1954 по 1976 был столицей Северного Вьетнама, а затем стал столицей объединённого Вьетнама в 1976 году сразу после победу Севера во Вьетнамской войне.
Город расположен на правом берегу реки Хонгха. Ханой находится в 1760 км к северу от Хошимина и в 120 км к западу от Хайфона.
Изначально, в качестве места проведения фестиваля был выбран «Дворец культуры и дружбы», позднее место проведения перенесли в Ханойский оперный театр, который вмещал меньшее количество людей (около 600 мест, по сравнению с предыдущим — более 1100 мест).

### Национальный вещатель
Вещателем второго выпуска ежегодного фестиваля песни выступил VTV. Местом проведения телефестиваля песни 2013 стал Ханойский оперный театр, который находится в центральной части Ханоя во Вьетнаме.

## Формат
В отличие от формата, используемого на конкурсе песни Евровидение, конкурс имеет два варианта Азиатско-Тихоокеанского фестиваля песни: Азиатско-Тихоокеанский радиофестиваль песни, который проходит каждые два года и является соревновательным, и Азиатско-Тихоокеанский телефестиваль песни, который проходит ежегодно и не носит соревновательный характер. Телефестиваль песни 2013 прошёл 26 октября 2013 года совместно с 50-й генеральной ассамблеей АВС, который проходит в период между 23 и 29 октября 2013 года. На телефестивале, музыканты из стран-участниц исполнили песни из своего репертуара в музыкальном гала-представлении.

## Участвующие страны
В итоге 16 участников из 15 стран приняли участие в Азиатско-Тихоокеанском телефестивале песни 2013.
| №  | Страна                   | Язык                     | Исполнитель                   | Песня                                     | Перевод                                |
| -- | ------------------------ | ------------------------ | ----------------------------- | ----------------------------------------- | -------------------------------------- |
| 01 | Таиланд                  | Тайский                  | Кэнди Раккен                  | «Aeb Saeb»                                | «Скрытая любовь, скрытое удовольствие» |
| 02 | Бруней                   | Малайский                | Киз Идрус                     | «Salah kah Aku»                           | «Виновата ли я»                        |
| 03 | Гонконг                  | Кантонский               | Маг Лам                       | «Shi Jian» (時間)                         | «Время»                                |
| 04 | Индонезия                | Индонезийский            | Путри Сиагиан и Шелла Тиатира | «Mimpi-ku»                                | «Моя мечта»                            |
| 05 | Вьетнам (страна-хозяйка) | Вьетнамский              | Ван Май Хыонг                 | «Là em đó»                                | «Это я»                                |
| 06 | Австралия                | Английский               | «Justice Crew»                | «Boom Boom» и «Best Night» (мэшап)        | «Бум-бум» и «Лучшая ночь»              |
| 07 | Малайзия                 | Малайский                | Alyah                         | «Kisah hati»                              | «История моей любви»                   |
| 08 | Иран                     | Хорасанско-тюркский      | Мохсен Мирзаде                | «Arman» (رمان)                            | «Желание»                              |
| 09 | Кыргызстан               | Киргизский               | Тола Турсуналиев              | «Энекеме»                                 | «Моя мама»                             |
| 10 | Япония                   | Японский, английский     | May'n                         | «ViViD»                                   | «ЯрКиЙ»                                |
| 11 | Шри-Ланка                | Английский               | Сарит и Сурит Джаявардена     | «Together, Forever»                       | «Вместе, навсегда»                     |
| 12 | Сингапур                 | Тамильский, английский   | Шабир                         | «Maybe»                                   | «Возможно»                             |
| 13 | Афганистан               | Пушту                    | Шахзад Адил                   | «Ma Ba Tu’em» (ما به تو ایم)              | «Мы с тобой»                           |
| 14 | Китай                    | Мандаринский, английский | «Splendid 7» (争奇斗艳)       | «Ài ràng wǒmen zài yīqǐ» (爱让我们在一起) | «Любовь будет сдерживать нас вместе»   |
| 15 | Республика Корея         | Корейский, английский    | «SISTAR»                      | «Give It to Me!»                          | «Дай это мне!»                         |
| 16 | Вьетнам (страна-хозяйка) | Вьетнамский              | «Пентатоника»                 | «Cao nguyên đá»                           | «Высокогорное плато»                   |

## Международное вещание
Каждая из стран участниц была приглашена транслировать событие и комментировать его на родном языке для ясности и описания конкурса.
- Австралия — Special Broadcasting Service[англ.] (SBS2)
- Афганистан — Radio Television Afghanistan (RTA) (9 ноября 2013 года)[24]
- Бруней — Radio Televisyen Brunei[англ.] (RTB)
- Вьетнам (страна-хозяйка) — Вьетнамское телевидение (VTV) (26 октября, прямая трансляция)[25]
- Гонконг — Television Broadcasts Limited (TVB)
- Индонезия — Televisi Republik Indonesia (TVRI)
- Иран — Голос Исламской Республики Иран (IRIB)
- Китай — Центральное телевидение Китая (CCTV)
- Кыргызстан — Общественная телерадиовещательная корпорация (ОТРК)
- Малайзия — Radio Televisyen Malaysia (RTM)
- Республика Корея — Korean Broadcasting System (KBS)
- Сингапур — MediaCorp Suria
- Таиланд — Общественная вещательная компания Таиланда[англ.] (NBT)[26]
- Шри-Ланка — MTV Channel (MTV)
- Япония — Японская вещательная корпорация (NHK)